# Вильгельм Телль (опера)
Не путать с одноимённой оперой Гретри по пьесе А. Лемьера. 
«Вильгельм Телль» (фр. Guillaume Tell) — последняя опера Джоаккино Россини. Французское либретто (в четырёх актах) В. Ж. Этьенна де Жуи и Ипполита Би, в основу которого легла одноимённая пьеса Ф. Шиллера. Считается одним из высших творческих достижений композитора. Премьера состоялась в Париже в Королевской академии музыки 3 августа 1829 года.
«Вильгельм Телль», по жанру близкий французской большой опере, известен как многочасовой продолжительностью, так и технической сложностью партий. В особенности партия Арнольда требует от тенора виртуозного владения верхним регистром (ввиду частых верхних до и даже до-диеза в арии Asile héréditaire). 
Широкой известностью пользуется увертюра к опере. По словам Е. Бронфин: «…увертюра поражает своей необычностью. Это свободная программная симфоническая поэма, в которой чередуются лирико-эпические пасторально- и драматически-живописные, жанрово-действенные эпизоды. Композитор не ввёл в увертюру темы оперы. Однако смысловая и поэтическая связь увертюры с оперой очевидна.»
Последний оперный шедевр Россини оказал огромное влияние на последующее развитие жанра итальянской героической оперы в творчестве В. Беллини, Г. Доницетти и Дж. Верди.

## История создания и постановок
Сочинение музыки к опере заняло у композитора около шести месяцев. Возможно, толчком к её созданию послужил международный успех «Вольного стрелка» Вебера. Считается, что «Вильгельм Телль» является высшей точкой творчества Россини в жанре героико-патриотической оперы. Опера получила очень высокую оценку Рихарда Вагнера, который говорил в беседе с её автором: 
Я хочу мелодию свободную, независимую, не знающую оков; мелодию, точно указывающую в своих характерных очертаниях не только каждый персонаж так, чтобы его нельзя было смешать с другим, но любой факт, любой эпизод, вплетённый в развитие драмы; мелодию по форме очень ясную, которая гибко и многообразно откликаясь на смысл поэтического текста, могла бы растягиваться, суживаться, расширяться, следуя за требованиями музыкальной выразительности, которой добивается композитор. Что касается такой мелодии, то вы сами, маэстро, создали высший образец в сцене „Вильгельма Телля“: „Стой неподвижно“, где свободное пение, акцентирующее каждое слово и поддерживаемое трепетным сопровождением виолончелей, достигает высочайших вершин оперной экспрессии. …Вы, маэстро, создали там музыку всех времён, и это наилучшая.

«Вильгельм Телль» — самая длинная опера Россини, исполнение которой занимает четыре-пять часов (а первое исполнение оперы и вовсе длилось шесть часов). Обычно сегодня опера ставится с сокращениями. Быть может, именно написание такого длинного произведения послужило причиной его охлаждения к сочинительству. Через четыре дня после премьеры «Вильгельма Телля» Карл X даровал его автору орден Почетного легиона, высшую награду Франции. Однако, основная масса аристократической публики, от которой зависел успех постановок, отнеслась к «Теллю» довольно холодно. Опера показалась утомительной и сложной. Представления «Вильгельма Телля» посещались не очень хорошо и дирекция театра начала давать оперу в искаженном виде, сокращая отдельные номера и даже акты. Второй акт ввиду его продолжительности стали делить на две части, так что опера ставилась в пяти актах. 

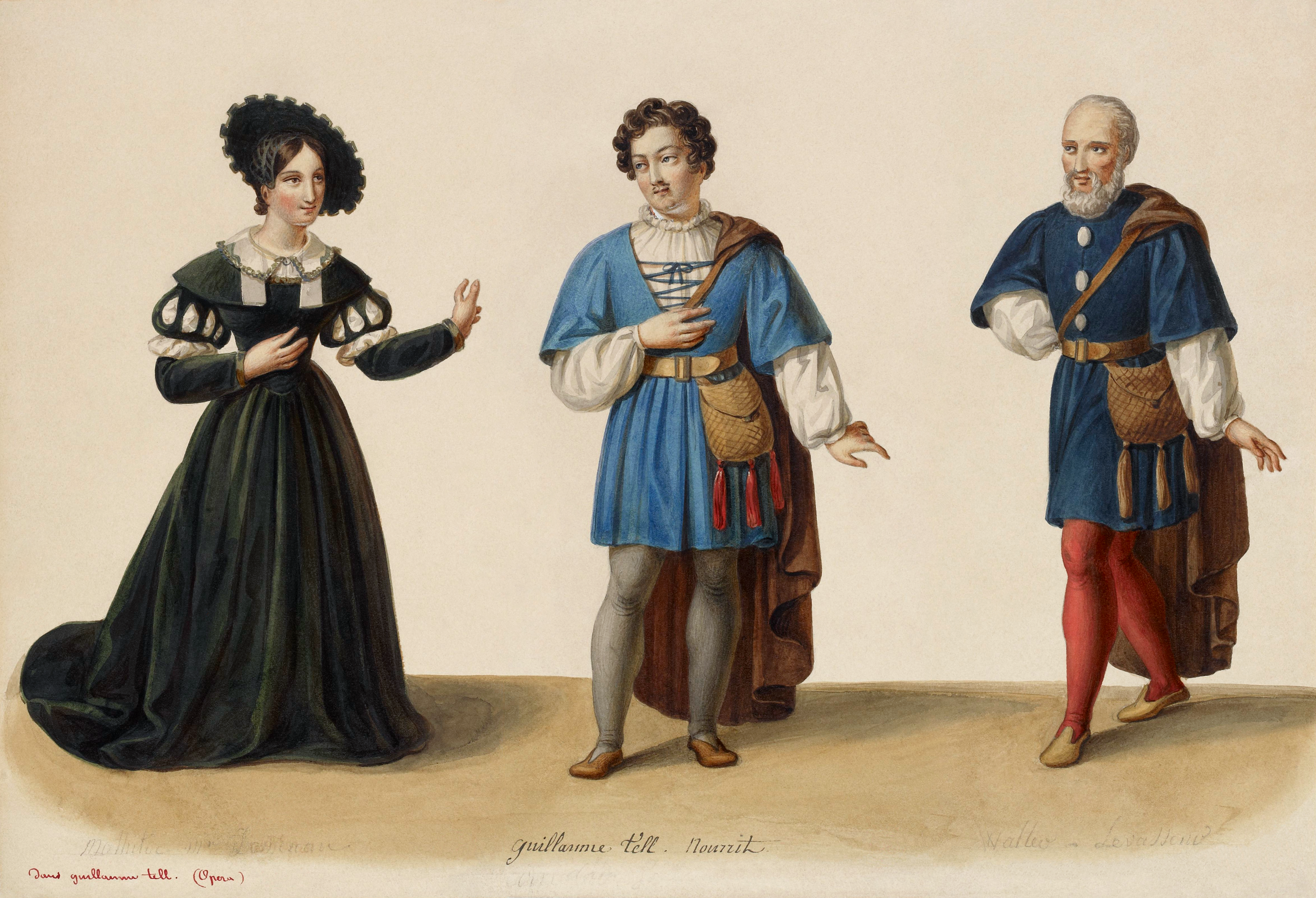
Эскизы костюмов для первого представления оперы

При том, что «Вильгельм Телль» имел большой успех у критики, Россини не писал больше опер, хотя прожил ещё почти сорок лет. Россини собственноручно сократил оперу и создал авторизованную версию из трёх действий вместо пяти. А в Париже одно время существовала даже традиция давать из оперы одно только второе действие, соединяя его с какой-нибудь другой оперой, чтобы заполнить театральную программу. Известна история о том, что однажды директор Парижской оперы сказал композитору, что вечером в программе объявлено второе действие «Вильгельма Телля». «Что? — воскликнул рассерженный Россини. — Всё второе действие?»
В первые годы после премьеры опера часто подвергалась переделкам с целью затушевать национально-освободительный контекст произведения: Телля заменяли то на тирольца Андреаса Гофера, то на шотландца Уоллеса (Париж, 1836). В России была впервые поставлена с совершенно искажённым текстом Р. Зотова под названием «Карл Смелый», причём «из неё было устранено всё, что могло хоть сколько-нибудь напомнить о борьбе за свободу и независимость». Особенно настороженно относились к опере власти итальянских городов в период рисорджименто: после премьеры опера полвека не разрешалась к повторной постановке в Неаполе, а в Венеции её впервые показали лишь в 1856 году. 
При исполнении партии Арнольда в театре Джильо (Лукка) в сентябре 1831 года тенор Жильбер Дюпре совершил настоящую вокальную революцию, добившись при исполнении высокого до грудного звука без использования обычного falsettone. Так началась история знаменитых высоких до, которые публика и сегодня ждёт от любого оперного тенора.
«Вильгельм Телль» благодаря своей патриотической тематике стал единственной оперой, новая постановка которой появилась в Большом театре в период с начала Великой Отечественной войны до 1943 года.
Около 1835 года в Венгрии появилась колода игральных карт, вдохновлённая персонажами оперы «Вильгельм Телль» или же пьесы Шиллера, на которой она основана. Это оформление покорило всю Австро-Венгрию и до сих пор остаётся наиболее распространённым типом немецкой колоды.

## Музыкальная характеристика
Увертюра к «Вильгельму Теллю» — наиболее известная оркестровая музыка из всей, что включается в программы симфонических концертов, когда хотят исполнить симфонические отрывки из опер; конкурировать с ней может разве что интермеццо из «Сельской чести» Масканьи. Начинается она очень смело, с соло виолончелей; тремоло литавр рисует одну из россиниевских картин бури, здесь композитор очень натурально, используя характерный тембр флейты-пикколо, изображает капли дождя; затем следует пасторальный раздел, основанный на швейцарской мелодии альпийского горна, исполняемой на французском рожке; и наконец, после блестящей фанфары, исполняемой трубами, звучит знаменитый галоп, который при хорошем исполнении контролирует свой стремительный бег, несмотря на многие юмористические ассоциации — приличные и неприличные, которые теперь с ним связаны. Увертюра цитируется во множестве произведений (от мультфильмов Диснея до 15-й симфонии Шостаковича).
Драматическое открытие Россини — дифференцированная музыкальная обрисовка двух противоборствующих сил: народа и поработителей. Хоры швейцарских крестьян и рыбаков многообразны, полны гибкой, певучей мелодии, богаты ритмически. Хоры австрийских солдат-захватчиков интонационно бедны, однообразны, ритмически угловаты. После длительных исканий в предшествующих произведениях, в «Вильгельме Телле» Россини решил проблему создания индивидуально очерченных музыкальных характеристик действующих лиц серьёзной оперы.

## Действующие лица

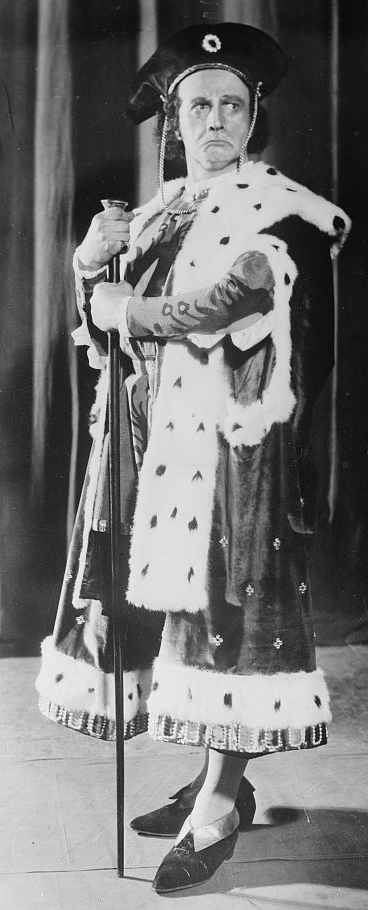
Адам Дидур в роли Геслера («Метрополитен Опера»)

| Партия                                                                                               | Голос         | Исполнитель на премьере 3 августа 1829 Дирижёр: Франсуа Антуан Хабенек |
| --- | ------------- | ---------------------------------------------------------------------- |
| Вильгельм Телль                                                                                      | баритон       | Анри-Бернар Дабади                                                     |
| Арнольд Мельхталь                                                                                    | тенор         | Адольф Нурри                                                           |
| Матильда, принцесса из дома Габсбургов                                                               | сопрано       | Лаура Чинти-Даморо                                                     |
| Вальтер Фюрст                                                                                        | бас           | Николя Левассёр                                                        |
| Мельхталь, отец Арнольда                                                                             | бас           | Бонель                                                                 |
| Джемми, сын Телля                                                                                    | меццо-сопрано | Луиза-Зульма Дабади                                                    |
| Геслер, австрийский наместник                                                                        | бас           | Александр Прево                                                        |
| Гедвига, жена Телля                                                                                  | контральто    | Милле Мори                                                             |
| Руоди, рыбак                                                                                         | тенор         | Алекс Дюпон                                                            |
| Лойтхольд, пастух                                                                                    | тенор         | Фердинанд Прево                                                        |
| Родольф, капитан стражи Геслера                                                                      | тенор         | Жан-Этьен Массоль                                                      |
| охотник                                                                                              | тенор         | Бельтрам Пуайи                                                         |
| солдаты Геслера, пажи, дамы из окружения Матильды, пастухи, охотники, танцоры, швейцарские крестьяне |               |                                                                        |

## Краткое содержание
Действие происходит в швейцарском городе Альтдорфе и неподалёку от него в 1308 году. 

### Действие первое
Селение в горах. Вильгельм Телль стоит, задумавшись. Рыбаки, охотники и крестьяне готовятся отпраздновать свадьбу трёх пастухов по благословению мудрого Мельхталя, отца Арнольда («Quel jour serein le ciel presage!»; «Какой безмятежный день небо предвещает!»). Арнольд влюблён в австрийскую принцессу Матильду и поэтому стал солдатом войска австрийских захватчиков. Телль призывает его присоединиться к борцам за свободу родины (дуэт «Où vas-tu? Quel transport t’agite?»; «Что с тобой? Куда бежишь в смятеньи?»). Вдали слышатся фанфары отряда Геслера, наместника австрийского императора. Арнольд уходит, Телль боится за его судьбу. Праздник продолжается («Hyménée, ta journée»; «Брак священный»). В состязании по стрельбе выигрывает сын Телля Джемми («Honneur au fils de Tell»; «Слава сыну Телля»). Неожиданно появляется пастух Лейтхольд: он убил человека из отряда Геслера, защищая честь своей дочери. За ним гонятся солдаты во главе с Рудольфом. Телль берётся переправить его на другой берег озера. Рудольф хочет знать, кто помог Лейтхольду. Мельхталь убеждает всех молчать. Тогда Рудольф приказывает арестовать старика и поджечь деревню. Народ взывает к возмездию («Dieu de bonté, Dieu tout puissant»; «Бог всеблагой, Боже святой»). 

### Действие второе
Ущелье в горах. Смеркается. Охотники и пастухи возвращаются домой, слышится охотничий рог Геслера (хор «Quelle sauvage harmonie»; «Нас рог веселый сзывает»). Принцесса Матильда знает, что Арнольд любит её («Sombre forêt, desert, triste»; «Темного леса таинственный кров»). Она призывает его стяжать воинскую славу под знаменами императора, и тогда он сможет жениться на ней. Слышатся шаги, и влюблённые расстаются («Qui, vous l’arrachez à mon âme»; «Нет, скрывать я больше не в власти»). Арнольд встречает Вильгельма и Вальтера: они упрекают юношу в измене. Отец его казнён по приказу Геслера. Арнольд потрясен. Он клянется бороться вместе со всеми (трио «Quand l’Helvetie est un camp de supplice»; «В тяжкой борьбе край родной погибает»). Собираются крестьяне из разных кантонов. Вильгельм произносит клятву («Des profondeurs du bois immense»; «Слышишь? Из тёмной чащи бора»).

### Действие третье
Арнольд признается Матильде, что должен отомстить за смерть отца. Принцесса глубоко опечалена («Pour notre amour, plus d’esperance»; «Навек надежду я потеряла»). 

Стереоткрытка 1860-х годов с изображением праздника в «Вильгельме Телле»

Площадь в Альтдорфе перед резиденцией Геслера. Идёт празднование столетия власти австрийцев. Все должны кланяться шлему Геслера, возвышающемуся на площади. Проходит военный парад («Gloire au pouvoir supreme!»; «Геслеру слава, слава»). Все танцуют и славят правителя. Солдаты приводят к Геслеру Телля и его сына Джемми: гордый швейцарец не захотел кланяться шлему. Рудольф узнает в нём спасителя Лейтхольда («C'est là cet archer redoutable»; «Так вот тот стрелок»). Геслер велит Теллю прострелить яблоко, положенное на голову сына,— тогда им будет дарована жизнь. Телль обнимает и благословляет сына («Je te benis en repandant des larmes»; «Sois immobile et vers la terre»; «Благословляю, сын мой», «Будь неподвижен»). Затем он с блеском выдерживает испытание. Но Геслер видит у Вильгельма ещё одну стрелу: Телль признается, что она предназначалась для наместника, если бы Джемми был убит. Геслер велит арестовать обоих. Матильда берёт ребёнка под свою защиту. Швейцарцы проклинают тирана («Anathème à Gesler»; «Геслер проклят вовек»). 

### Действие четвёртое
В доме Мельхталя Арнольд думает о мести («Asile héréditaire»; «Приют мирный родимый»). Раздаются крики швейцарцев, собирающихся освободить Телля. Арнольд уходит вместе со всеми (кабалетта с хором «Amis, amis, secondez ma vengeance»; «Друзья, друзья, за отца отомстите»). Дом Телля на берегу озера. Матильда приводит Джемми Гедвиге (трио «Je rends a votre amour un fils»; «Вот сын вам возвращен»), которая молится о спасении Телля («Toi qui du faible est l'espérance»; «Слабых защита, о провиденье»). Джемми поджигает дом, давая сигнал к началу восстания. Вильгельма везут в лодке на остров, на место казни, за ним следует ладья с Геслером и его свитой. Начинается буря. Телль прыгает на берег, воспользовавшись общей суматохой. Издалека он поражает Геслера меткой стрелой. Арнольд приносит весть об освобождении Альтдорфа. Народ славит свободу.

## Музыкальные номера
- Увертюра
- Asile héréditaire (с кабалеттой Amis, amis, secondez ma vengeance) — Арнольд
- Sois immobile («Стой неподвижно») — Вильгельм Телль
- Sombre forêt — Матильда

Тирольский танец в самом начале третьего действия (па-де-сис) — одна из популярнейших мелодий старинных шарманок и музыкальных шкатулок. Во время Крымской войны она была переделана шотландским майором Джоном Маклаудом в марш для волынки («Зелёные холмы Тироля»), который, в свою очередь, стал основой песни Энди Стюарта A Scottish Soldier, в 1961 году отметившейся в хит-парадах многих англоязычных стран.
После того, как рукопись оркестровой партитуры Россини была обнаружена музыковедом Шарлем Малербом в одном из букинистических магазинов Парижа, её приобрела в 1898 году Парижская консерватория.